# Themiste coriacea
Themiste coriacea är en stjärnmaskart som först beskrevs av Wilhelm Moritz Keferstein 1865.  Themiste coriacea ingår i släktet Themiste och familjen Themistidae. Inga underarter finns listade i Catalogue of Life.